# 3º Congresso degli Stati Uniti d'America
Il 3º Congresso degli Stati Uniti d'America, formato dal Senato e dalla Camera dei rappresentanti, si riunì presso la Congress Hall di Filadelfia dal 4 marzo 1793 e il 4 marzo 1795, durante il quinto e il sesto anno della presidenza di George Washington.
Con il 3º Congresso venne ad applicarsi l'allargamento (precedentemente approvato nel 1792) dei seggi presso la Camera dei rappresentanti, allargamento attribuito ad ogni distretto congressuale sulla base dei risultati del censimento del 1790. Il Senato mantenne una maggioranza della fazione Pro-Amministrazione, mentre la Camera dei rappresentanti passò in mano alla fazione avversa degli Anti-Amministrazione.

## Eventi importanti
- 22 aprile 1793: Il presidente Washington proclama formalmente la sua neutralità nel conflitto che vede opporre la Francia alla Gran Bretagna, annunciando di procedere penalmente contro qualunque cittadino americano che si fosse schierato con uno dei due fronti.
- 11 febbraio 1794: Per la prima volta si tiene una seduta del Senato aperta al pubblico, dopo diverse polemiche che avevano accusato i senatori di riunirsi in una "star chamber" (rievocando il vecchio tribunale politico inglese durante il regno dei Tudor)[1][2].
- 14 marzo 1794: Viene concesso all'inventore Eli Whitney il brevetto industriale per il cotton gin, una macchina in grado di separare velocemente le fibre di cotone dal resto della pianta.
- 27 marzo 1794: Il governo federale autorizza la costruzione delle prime sei fregate della Marina statunitense.
- 7 agosto 1794: A seguito dell'aumento delle tasse sui distillati prodotti all'interno del territorio statunitense, alcuni contadini della valle che corre lungo il fiume Monongahela si ribellano contro le autorità federali. È l'inizio della cosiddetta Whiskey Rebellion.
- 20 agosto 1794: Nella battaglia di Fallen Timbers, il generale Anthony Wayne sconfigge una confederazione di tribù indiane, assicurando un certo periodo di tranquillità nella regione dell'attuale Ohio (futura zona di espansione territoriale).

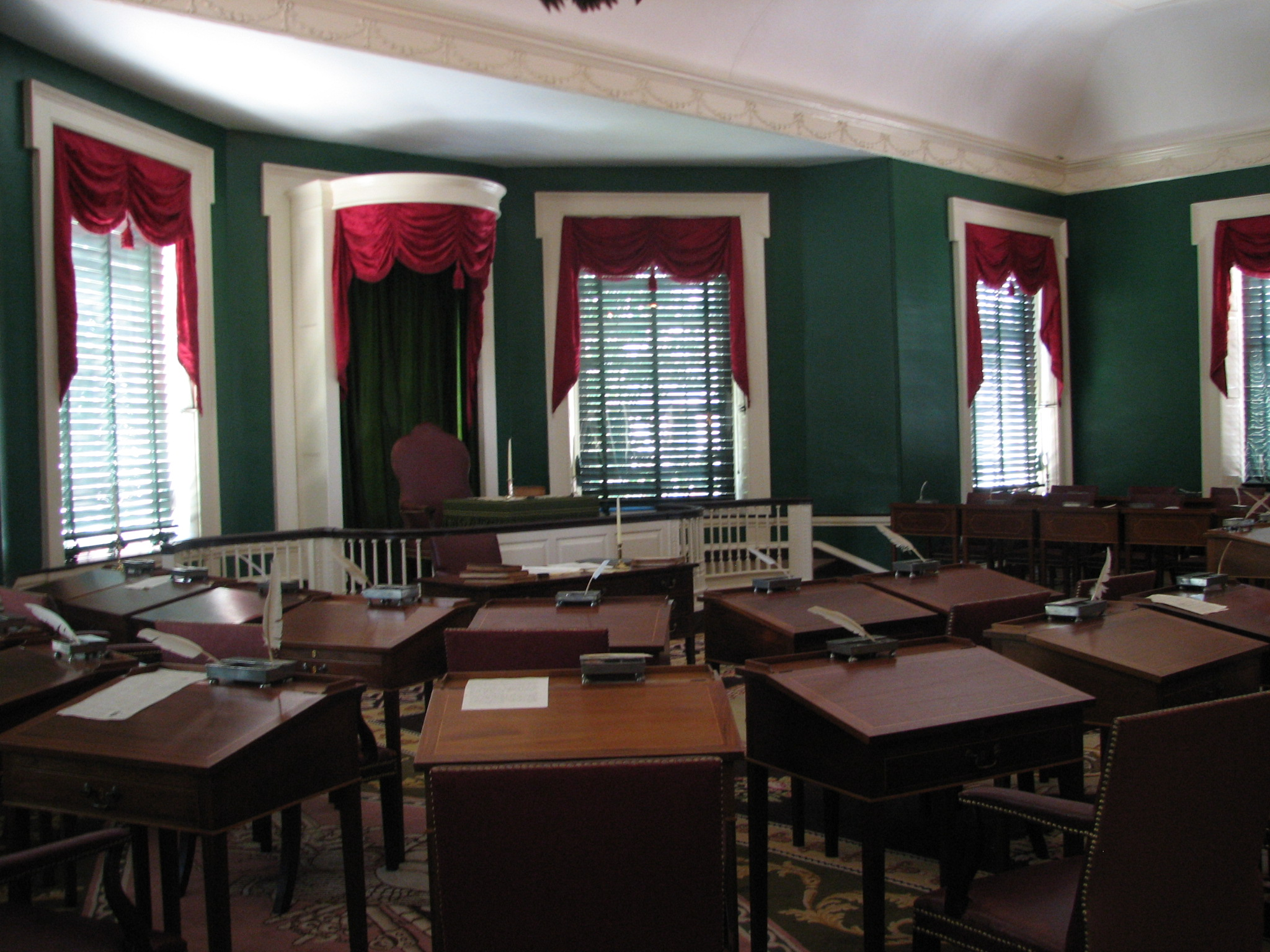
L'aula del Senato presso la Congress Hall di Filadelfia.

## Atti legislativi più importanti approvati
- 22 marzo 1794: 1 Stat. 347, ch. 11 (An Act to prohibit the carrying on the Slave Trade from the United States to any foreign place or country) - La legge limita il coinvolgimento statunitense ufficiale nel commercio internazionale di schiavi, consentendo ancora tuttavia la tratta di schiavi all'interno dei propri confini.
- 27 marzo 1794: 1 Stat. 350, ch. 12 (An Act to provide a Naval Armament) - La legge autorizza la costruzione di 6 fregate per la difesa dei propri mari. Questo piccolo contingente costituirà il nucleo da cui nascerà la futura Marina degli Stati Uniti.
- 29 gennaio 1795: 1 Stat. 414, ch. 20 (An Act to establish an uniform rule of Naturalization, and to repeal the act heretofore passed on that subject) - In riforma del Naturalization Act del 1790, la legge aumenta il periodo di residenza negli Stati Uniti (da due a cinque anni) richiesto per poter chiedere la cittadinanza statunitense.

## Emendamenti alla Costituzione approvati
- 4 marzo 1794: 1 Stat. 402 - Viene approvato un emendamento alla Costituzione (e quindi inviato agli stati della federazione per la successiva ratifica) in grado di limitare il potere dei cittadini di citare in giudizio presso le corti federali gli stessi stati, oltre che in grado di chiarire la giurisdizione dei tribunali federali su cittadini stranieri.
  - 7 febbraio 1795: Viene ratificato come 11° emendamento.

## Trattati
- 19 novembre 1794: Gli Stati Uniti concludono con il regno di Gran Bretagna il trattato di Jay, con il quale si chiudono le reciproche pretese insorte dopo la firma del trattato di Parigi (1783) a conclusione della guerra d'indipendenza americana. Il Trattato garantisce tranquille relazioni commerciali tra i due paesi per un periodo di dieci anni.

## Partiti
Durante questo Congresso non vi furono dei veri e propri partiti. I suoi membri si organizzarono in fazioni legate da interessi comuni, che però sono state solo successivamente definite sulla base dell'analisi delle loro votazioni.

### Senato

Lo schieramento dei membri della Camera dei rappresentanti espressi da ogni stato.

|                             | Fazioni                 | Fazioni |         |   |
| --------------------------- | ----------------------- | ------- | ------- | - |
|                             |                         |         |         |   |
| Anti-Amministrazione (A)    | Pro-Amministrazione (P) | Totali  | Vacanti |   |
| Congresso precedente        | 13                      | 17      | 30      | 0 |
|                             |                         |         |         |   |
| Inizio                      | 14                      | 16      | 30      | 0 |
| Fine                        | 13                      | 16      | 30      | 0 |
| % Fine                      | 43,3%                   | 56,7%   |         |   |
|                             |                         |         |         |   |
| Inizio Congresso successivo | 10                      | 20      | 30      | 2 |

### Camera dei rappresentanti
|                             | Fazioni                  | Fazioni                 |        |         |
| --------------------------- | ------------------------ | ----------------------- | ------ | ------- |
|                             |                          |                         |        |         |
|                             | Anti-Amministrazione (A) | Pro-Amministrazione (P) | Totali | Vacanti |
| Congresso precedente        | 32                       | 40                      | 72     | 1       |
|                             |                          |                         |        |         |
| Inizio                      | 55                       | 50                      | 105    | 0       |
| Fine                        | 53                       | 50                      | 103    | 2       |
| % Fine                      | 51,6%                    | 48,5%                   |        |         |
| Membri non votanti          | 1                        | 0                       | 1      | 0       |
| Inizio Congresso successivo | 58                       | 47                      | 105    | 0       |

## Leadership

### Senato
- Il presidente del Senato John Adams.Presidente: John Adams (P)

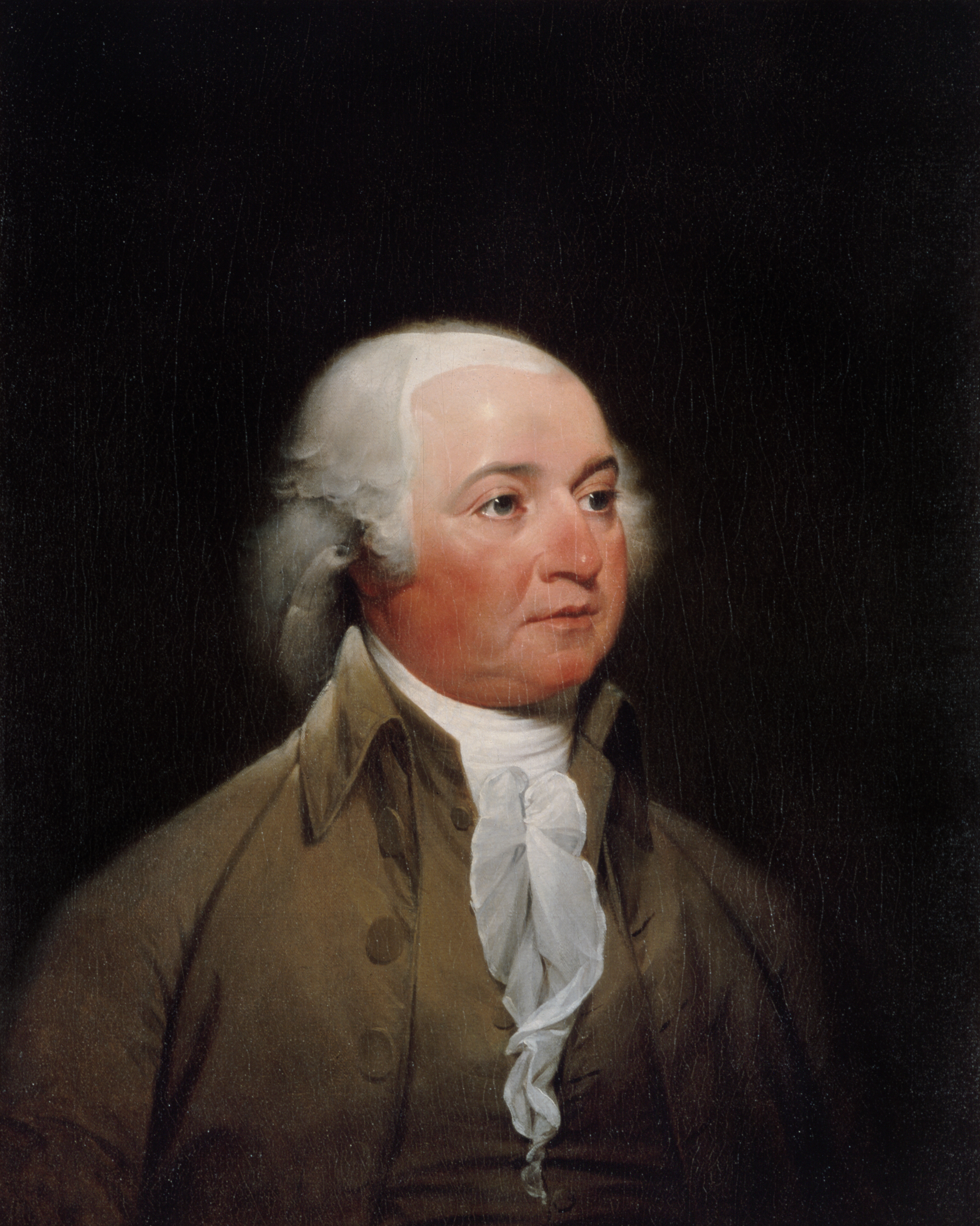
Il presidente del Senato John Adams.

- Presidente pro tempore: John Langdon (P), fino al 2 dicembre 1793
  - Ralph Izard (P), dal 31 maggio al 9 novembre 1794
  - Henry Tazewell (P) dal 20 febbraio 1795

### Camera dei rappresentanti
- Speaker: Frederick Muhlenberg (A)

## Membri

### Senato

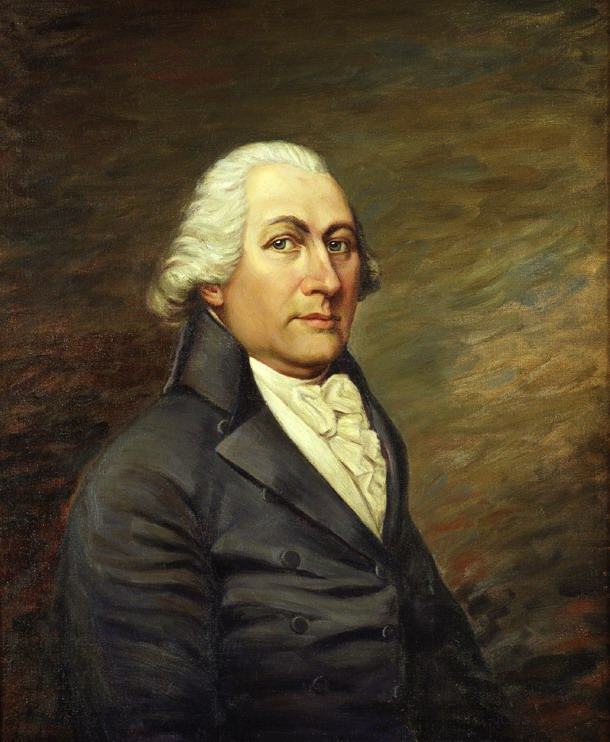
Il presidente pro tempore del Senato (fino al 2 dicembre 1793) John Langdon.

I senatori sono eletti ogni due anni e ad ogni Congresso ne viene rinnovato un terzo. Prima del nome di ogni senatore viene indicata la "classe", ovvero il ciclo di elezioni in cui è stato eletto.
Carolina del Nord
- 2. Alexander Martin (A)
- 3. Benjamin Hawkins (A)

Carolina del Sud
- 2. Pierce Butler (A)
- 3. Ralph Izard (P)

Connecticut
- 1. Oliver Ellsworth (P)
- 3. Roger Sherman (P), fino al 23 luglio 1793

     Stephen M. Mitchell (P), dal 2 dicembre 1793
Delaware
- 1. George Read (P), fino al 18 settembre 1793

     Henry Latimer (P), dal 7 febbraio 1795
- 2. John Vining (P)

Georgia
- 2. James Jackson (A)
- 3. James Gunn (A)

Kentucky
- 2. John Brown (A)
- 3. John Edwards (A)

Maryland
- 1. Richard Potts (P)
- 3. John Henry (P)

Massachusetts
- 1. George Cabot (P)
- 2. Caleb Strong (P)

New Hampshire
- 3. John Langdon (A)
- 2. Samuel Livermore (P)

New Jersey
- 1. John Rutherfurd (P)
- 2. Frederick Frelinghuysen (P)

New York
- 1. Aaron Burr (A)
- 3. Rufus King (P)

Pennsylvania
- 1. Albert Gallatin (A), fino al 28 febbraio 1794

     James Ross (P), dal 24 aprile 1794
- 3. Robert Morris (P)

Rhode Island
- 1. Theodore Foster (P)
- 2. William Bradford (P)

Vermont
- 1. Moses Robinson (A)
- 3. Stephen R. Bradley (A)

Virginia
- 1. James Monroe (A), fino al 27 maggio 1794

     Stevens Mason (A), dal 18 novembre 1794
- 2. John Taylor (A), fino all'11 maggio 1794

     Henry Tazewell (A), dal 29 dicembre 1794

### Camera dei rappresentanti

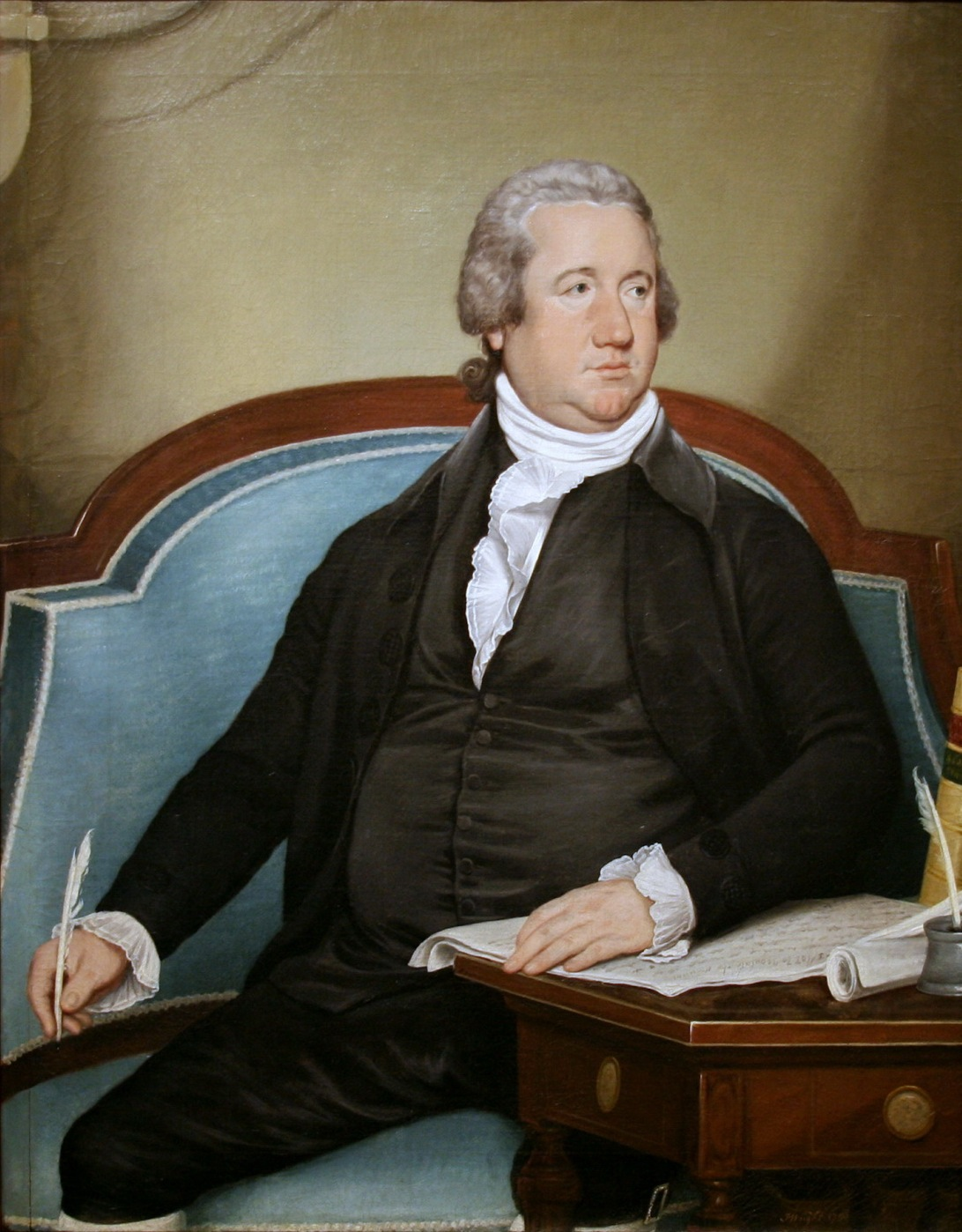
Lo speaker della Camera dei rappresentanti Frederick Muhlenberg.

Nell'elenco, prima del nome del membro, viene indicato il distretto elettorale di provenienza o se quel membro è stato eletto in un collegio unico (at large).
Carolina del Nord
- 1. Joseph McDowell (A)
- 2. Matthew Locke (A)
- 3. Joseph Winston (A)
- 4. Alexander Mebane (A)
- 5. Nathaniel Macon (A)
- 6. James Gillespie (A)
- 7. William Barry Grove (P)
- 8. William J. Dawson (A)
- 9. Thomas Blount (A)
- 10. Benjamin Williams (A)

Carolina del Sud
- 1. William L. Smith (P)
- 2. John Hunter (A)
- 3. Lemuel Benton (A)
- 4. Richard Winn (A)
- 5. Alexander Gillon (A), fino al 6 ottobre 1794

     Robert G. Harper (P), dal 9 febbraio 1795
- 6. Andrew Pickens (A)

Connecticut
- At-large. Joshua Coit (P)
- At-large. James Hillhouse (P)
- At-large. Amasa Learned (P)
- At-large. Zephaniah Swift (P)
- At-large. Uriah Tracy (P)
- At-large. Jonathan Trumbull, Jr. (P)
- At-large. Jeremiah Wadsworth (P)

Delaware
- At-large. John Patten (A), fino al 14 febbraio 1794

     Henry Latimer (P), dal 14 febbraio 1794 al 7 febbraio 1795
     Vacante dal 7 febbraio 1795
Georgia
- At-large. Abraham Baldwin (A)
- At-large. Thomas P. Carnes (A)

Kentucky
- 1. Christopher Greenup (A)
- 2. Alexander D. Orr (A)

Maryland
- 1. George Dent (P)
- 2. John F. Mercer (A), fino al 13 aprile 1794
- Gabriel Duvall (A), dall'11 novembre 1794
- 3. Uriah Forrest (P), fino all'8 novembre 1794
- Benjamin Edwards (P), dal 2 gennaio 1795
- 4. Thomas Sprigg (A)
- 5. Samuel Smith (A)
- 6. Gabriel Christie (A)
- 7. William Hindman (P)
- 8. William Vans Murray (P)

Massachusetts
- 1a. Fisher Ames (P)
- 1b. Samuel Dexter (P)
- 1c. Benjamin Goodhue (P)
- 1d. Samuel Holten (A)
- 2a. Dwight Foster (P)
- 2b. William Lyman (A)
- 2c. Theodore Sedgwick (P)
- 2d. Artemas Ward (P)
- 3a. Shearjashub Bourne (P)
- 3b. Peleg Coffin, Jr. (P)
- 4a. Henry Dearborn (A)
- 4b. George Thatcher (P)
- 4c. Peleg Wadsworth (P)
- At-large. David Cobb (P)

New Hampshire
- At-large. Nicholas Gilman (P)
- At-large. John S. Sherburne (A)
- At-large. Jeremiah Smith (P)
- At-large. Paine Wingate (P)

New Jersey
- At-large. John Beatty (P)
- At-large. Elias Boudinot (P)
- At-large. Abraham Clark (P), fino al 15 settembre 1794

     Aaron Kitchell (P), dal 29 gennaio 1795
- At-large. Jonathan Dayton (P)

New York
- 1. Thomas Tredwell (A)
- 2. John Watts (P)
- 3. Philip Van Cortlandt (A)
- 4. Peter Van Gaasbeck (P)
- 5. Theodorus Bailey (A)
- 6. Ezekiel Gilbert (P)
- 7. John E. Van Alen (P)
- 8. Henry Glen (P)
- 9. James Gordon (P)
- 10. Silas Talbot (P), fino al 5 giugno 1794

     Vacante dal 5 giugno 1794
Pennsylvania
- At-large. James Armstrong (P)
- At-large. William Findley (A)
- At-large. Thomas Fitzsimons (P)
- At-large. Andrew Gregg (A)
- At-large. Thomas Hartley (P)
- At-large. Daniel Hiester (A)
- At-large. William Irvine (A)
- At-large. John W. Kittera (P)
- At-large. William Montgomery (A)
- At-large. Frederick A.C. Muhlenberg (A)
- At-large. John Peter G. Muhlenberg (A)
- At-large. Thomas Scott (P)
- At-large. John Smilie (A)

Rhode Island
- At-large. Benjamin Bourne (P)
- At-large. Francis Malbone (P)

Vermont
- 1. Israel Smith (A)
- 2. Nathaniel Niles (A)

Virginia
- 1. Robert Rutherford (A)
- 2. Andrew Moore (A)
- 3. Joseph Neville (A)
- 4. Francis Preston (A)
- 5. George Hancock (P)
- 6. Isaac Coles (A)
- 7. Abraham B. Venable (A)
- 8. Thomas Claiborne (A)
- 9. William B. Giles (A)
- 10. Carter B. Harrison (A)
- 11. Josiah Parker (P)
- 12. John Page (A)
- 13. Samuel Griffin (P)
- 14. Francis Walker (A)
- 15. James Madison (A)
- 16. Anthony New (A)
- 17. Richard Bland Lee (P)
- 18. John Nicholas (A)
- 19. John Health (A)

#### Membri senza diritto di voto
Territorio del sud-ovest
In seguito questo "territorio" diventò lo stato del Tennessee.
- James White (I), insediato il 3 settembre 1794

## Cambiamenti nella rappresentanza

### Senato
Durante il 3º Congresso si è avuto 1 decesso, 3 dimissioni, un'elezione è stata rinviata ed un'elezione ha avuto un risultato contestato.
| Stato (classe)   | Membro precedente   | Ragione del cambiamento | Successore              | Data della successione      |
| ---------------- | ------------------- | --- | ----------------------- | --------------------------- |
| Connecticut (3)  | Roger Sherman (P)   | Roger Sherman è deceduto il 23 luglio 1793. | Stephen M. Mitchell (P) | Eletto il 2 dicembre 1793   |
| Delaware (1)     | George Read (P)     | George Read si è dimesso il 18 settembre 1793. Il 19 marzo 1794 a sostituirlo è stato chiamato Kensey Johns, il quale però non aveva i requisiti necessari per sedere nel seggio. | Henry Latimer (P)       | Nominato il 7 febbraio 1795 |
| Pennsylvania (1) | Albert Gallatin (A) | Le credenziali di Gallatin vennero contestate e il seggio dichiarato vacante il 28 febbraio 1794.                                                                                 | James Ross (P)          | Eletto il 24 aprile 1794    |
| Virginia (1)     | James Monroe (A)    | James Monroe si è dimesso l'11 maggio 1794 per assumere la carica di ambasciatore statunitense in Francia.                                                                        | Stevens T. Mason (A)    | Eletto il 18 novembre 1794  |
| Virginia (2)     | John Taylor (A)     | John Taylor si è dimesso l'11 maggio 1794. | Henry Tazewell (A)      | Eletto il 18 novembre 1794  |

### Camera dei rappresentanti
Durante il 3º Congresso ci sono stati 2 decessi, 3 dimissioni e un'elezione contestata.
| Distretto           | Membro precedente       | Ragione del cambiamento                                                                               | Successore                                   | Data della successione        |
| ------------------- | ----------------------- | --- | -------------------------------------------- | ----------------------------- |
| At-large Delaware   | John Patton (A)         | Elezione contestata; John Patton mantenne il seggio fino al 14 febbraio 1794.                         | Henry Latimer (P)                            | Insediato il 14 febbraio 1794 |
| Southwest Territory | Nuovo seggio            | Venne creato questo seggio delegato con sole funzioni consultive.                                     | James White (delegato senza diritto di voto) | Eletto il 3 settembre 1794    |
| 2º Maryland         | John Francis Mercer (A) | John Francis Mercer si è dimesso il 13 aprile 1794.                                                   | Gabriel Duvall (A)                           | Insediato l'11 novembre 1794  |
| 10º New York        | Silas Talbot (P)        | Talbot si è dimesso il 5 giugno 1794 avendo accettato un incarico presso la Marina degli Stati Uniti. | Seggio vacante                               |                               |
| At-large New Jersey | Abraham Clark (P)       | Abraham Clark è deceduto il 15 settembre 1794.                                                        | Aaron Kitchell (P)                           | Insediato il 29 gennaio 1795  |
| 5º Carolina del Sud | Alexander Gillon (A)    | Alexander Gillon è deceduto il 6 ottobre 1794.                                                        | Robert Goodloe Harper (P)                    | Insediato il 9 febbraio 1795  |
| 3º Maryland         | Uriah Forrest (P)       | Forrest si è dimesso l'8 novembre 1794.                                                               | Benjamin Edwards (P)                         | Insediato il 2 gennaio 1795   |
| At-large Delaware   | Henry Latimer (P)       | Latimer si è dimesso il 7 febbraio 1795, essendo stato eletto senatore.                               | Seggio vacante                               |                               |

## Comitati
Qui di seguito si elencano i singoli comitati e i presidenti di ognuno (se disponibili).

### Senato
- Whole

### Camera dei rappresentanti
- Claims
- Elections
- Rules (select committee)
- Ways and Means
- Whole

### Comitati bicamerali (Joint)
- Enrolled Bills